# Segerlindska teatern
För andra teatrar med namn som använts av Segerlindska teatern, se Nya teatern, Stora teatern och Mindre teatern (olika betydelser).
Segerlindska teatern, eller Teatern vid Södra Hamngatan, även Nya teatern och Stora teatern,  senare Mindre teatern, var en teaterbyggnad i Göteborg, använd för ändamålet 1816–1860 och 1865–1892.

## Historia

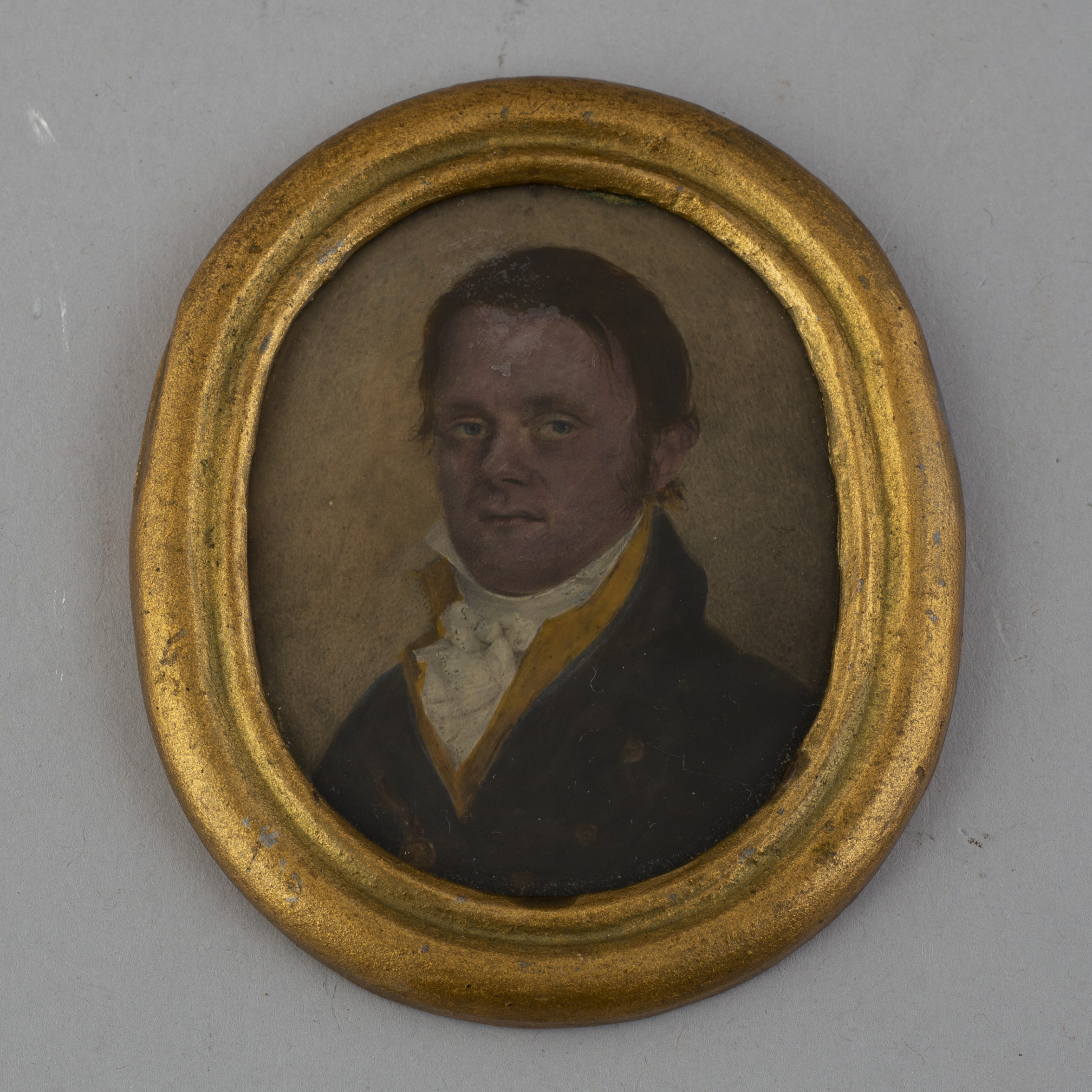
Sergerlind på ett porträtt från ca 1810 av okänd konstnär.

Teatern byggdes när Göteborgs första teater, Comediehuset, bedömdes som uttjänt och behövde ersättas. Teatern låg vid Södra Hamngatan 61 och invigdes 12 augusti 1816. Huvudansvarig för byggandet av teatern var traktören Laurentius Segerlind efter stadsarkitekt Jonas Hagbergs ritningar. Teatern ansågs vara starkt influerad av Gustav III:s opera i Stockholm. Teatern hade plats för 1 269 åskådare. Salongen bestod vid denna tidpunkt av en amfiteater, tre logerader, parkett och parterr. 
Teatern hade egentligen inget riktigt namn, från 6 april 1820 kallades den Stora teatern fram till att "Nya Theatern" (Stora Teatern) stod färdig 1859 och efter en ombyggnad 1860 för Mindre teatern. För övrigt gick den omväxlande under namnen Segerlindska teatern eller Teatern vid Södra Hamngatan.
Johan Anton Lindqvist, som flyttade över från Comediehuset, var teaterns första ledare, med en trupp på 24 personer, som i sin premiär bjöd på "Slottet Montenero, en Operett i 3 akter, Musiken af D'Alleyrac". Bland truppens medlemmar fanns den senare operaprimadonnan Henriette Widerberg och Inga Åberg. Även balett framfördes, och den italienska ballerinan Genetti gjorde succé. Lindqvist kvarstod som ledare för teatern till 1820, men med flera uppehåll och ombildningar av personalen, eftersom teatern hade svårt att bära sig ekonomiskt. Åren 1820–23 uppträdde Gustaf Åbergsson på teatern som direktör för sitt eget teatersällskap, och dessa år beskrevs länge som teaterns storhetstid. Personalen bestod då av aktörer från både Lindqvists trupp såväl som från Stockholm. Bland de främsta aktörerna nämns Maria Elisabet Edvall, Sophie Haglund, Inga Åberg och Wendla Åberg; Carl G. Berger, Johan Herman Sundberg, Olof Norring och Louis Deland.  
Det ansågs dock omöjligt att i längden ha en fast teater i Göteborg. I stället användes byggnaden av gästande teatersällskap. Bland de resande teatersällskap som uppträdde i lokalen fanns Carl Wildner (1823–24, 1831), Erik Wilhelm Djurström (1824, 1827, 1829, 1830-31, 1832–33) Fredrik Julius Widerberg (1825), Anders Peter Berggren (1828), Josef August Lambert (1829, 1830), Christoffer Svanberg (1832). Förutom detta förekom offentliga maskeradbaler, konserter, samt uppträdanden av utländska artister av olika slag.  
1859 hade teatern tjänat ut och man byggde istället Stora Teatern i Kungsparken. Under en mellanperiod 1861–64 nyttjades den till konsertändamål ombyggda teatern även som sammanträdeslokaler för stadsfullmäktige. Vid ombyggnaden 1860 anordnades scenen till magasin och salongen till konsertsalong. Göteborgs stadsfullmäktige höll här ett par av sina första sammanträden 1863, då de bildades.  
År 1864 återupprättades den som teater och återinvigdes den 12 november 1865 som Mindre Teatern. Dock i förminskad form, med endast amfiteater och två logerader samt plats för totalt 500 personer.
Den sista teaterledaren var från 1890 August Lindberg som 20 december 1892, i den sista föreställningen, spelade i uppsättningen av "Messalina".
Den 21 december 1892, vid 3-tiden på natten, eldhärjades scenen och salongen i teatern svårt och den upphörde därmed.